# Sławomir Użupis
Sławomir Franciszek Jerzy Użupis (ur. 17 maja 1891 we Władysławowie, zm. 16 września 1920 w Augustowie) – kapitan piechoty Wojska Polskiego, działacz niepodległościowy.

## Życiorys
Urodził się 17 maja 1891 we Władysławowie, ówczesnym mieście powiatowym guberni suwalskiej, w rodzinie Franciszka i Heleny z Doruchowskich. Był bratem Eugeniusza ps. „Zagórski” (1889–1914), podporucznika Legionów Polskich, odznaczonego pośmiertnie Orderem Virtuti Militari i Krzyżem Niepodległości.
W 1911 zdał egzamin maturalny w Prywatnej Siedmioklasowej Szkole Handlowej w Suwałkach . Jako stypendysta Towarzystwa Pomocy dla byłych wychowańców Prywatnej Siedmioklasowej Szkoły Handlowej w Suwałkach studiował elektrotechnikę w Szkole Centralnej w Paryżu .
W czasie I wojny światowej walczył w szeregach 147 Samarskiego Pułku Piechoty, który wchodził w skład 37 Dywizji Piechoty. Awansował z chorążego na porucznika. Był dwa razy ranny lub kontuzjowany. Później służył w II Korpusie Polskim w Rosji.
W trzeciej dekadzie grudnia 1918 na czele kompanii złożonej z członków Polskiej Organizacji Wojskowej wstąpił do organizującego się w Zambrowie 1 pułku strzelców suwalskich. Później objął dowództwo pułkowej kompanii karabinów maszynowych. Następnie został przydzielony do 1 pułku czołgów, w którym od 11 marca do 13 września 1920 dowodził kompanią reperacyjną. 19 sierpnia 1920 został zatwierdzony z dniem 1 kwietnia 1920 w stopniu kapitana, w piechocie, w grupie oficerów byłych Korpusów Wschodnich i byłej armii rosyjskiej.
16 września 1920 w Augustowie został przemocą wyprowadzony przez ułanów 3 pułku ułanów z siedziby Dowództwa Miasta na ulicę i bestialsko zamordowany za to, „że przebił bagnetem ułana 3 pułku, który mu ubliżył. Kapitan Użupis był już wówczas aresztowany i znajdował się pod strażą, oprócz tego w lokalu dowództwa miasta było 15 oficerów, którzy nie potrafili obronić mordowanego oficera”.
Nieco inaczej okoliczności śmierci opisał Stanisław Staniewicz na łamach „Naszego Głosu”: 16 IX kapitan Użupis zakłół bagnetem przechodzącego ulicą żołnierza za nieoddanie mu honorów. Oficerowie aresztowali Użupisa i osadzili go w klubie na rynku. Oburzeni za dokonane morderstwo ułani wdarli się do klubu, poturbowali Użupisa i zbitego zrzucili z piętra na rynek, gdzie czekający ułani zarąbali go pałaszami. Po chwili 2 trupy znalazły się w trupiarni szpitala. Wypadek ten wywołał przygnębiające wrażenie wśród oficerów Wojska Polskiego.

## Ordery i odznaczenia
- Krzyż Walecznych po raz pierwszy – 1922[16][17][7]
- Medal Niepodległości – pośmiertnie 25 lipca 1933 „za pracę w dziele odzyskania niepodległości”[18][3][19]
- Medal Zwycięstwa – pośmiertnie 12 grudnia 1921[8]
- Odznaka „Znak Pancerny” nr 34 – pośmiertnie 19 marca 1933[20]
- Order Świętego Stanisława 3 stopnia z mieczami i kokardą – 14 lutego 1917[6]

Został odznaczony lub był przedstawiony do odznaczenia Orderem Odrodzenia Polski.